# Naam Japna
Naam Japna (Gurmukhi ਨਾਮ ਜਪੋ), dénommé aussi Nam Japo  est une méditation sikhe qui s'inscrit dans les Trois Piliers du Sikhisme. Elle consiste à chanter des hymnes du Livre saint le Sri Guru Granth Sahib, ou des divers noms de Dieu, notamment le mot Waheguru qui est un des noms les plus utilisés pour désigner Dieu et qui signifie: Seigneur merveilleux.

Cette méditation doit être pratiquée quotidiennement. Elle permet d'après le Guru Granth Sahib de conquérir l'ego, l'avarice, l'attachement, la colère et l'envie, maux qualifiés des Cinq Démons dans le sikhisme; elle tourne l'esprit vers autre chose que le « moi » de l'individu. Naam Japna se veut porteur de paix et de tranquillité dans l'esprit du croyant. Les Sikhs pratiquent la récitation de prières individuellement, avec un chapelet, et, avec la communauté. Les méditations sikhes se dénomment Naam Simran et Naam Japna.

## Source
- Nam Japo dans wikipédia en anglais.
- Encyclomedia of the Sikhs , en anglais.
- Textes fondateurs du Sikhisme .